# Wolong
För andra betydelser, se Wolong (olika betydelser).
Wolong är ett stadsdistrikt och säte för stadsfullmäktige i Nanyang i Henan-provinsen i norra Kina.
1. ↑  http://www.geohive.com/cntry/cn-41.aspx